# Worawongsa
Re Worawongsa, conosciuto anche come Khun Worawongsa Thirat (in lingua thai: ขุนวรวงศาธิราช) (... – Ayutthaya, 1548), è stato il quindicesimo sovrano del Regno di Ayutthaya, fondato nel 1350 da Ramathibodi I nell'odierna Thailandia.
Usurpò il trono nel 1548 dopo aver fatto assassinare il predecessore Yot Fa. Era di origini popolari e non apparteneva ad alcuna dinastia, al punto che diversi storiografi siamesi contestano l'iscrizione del suo nome tra quelli dei sovrani di Ayutthaya. Portò a termine il regicidio con l'aiuto della propria amante Sri Sudachan, che era la madre del sovrano e consorte di rango minore del precedente re Chairacha. La coppia trasse vantaggio dalla crisi che stava attraversando la Dinastia di Suphannaphum, sul trono di Ayutthaya dal 1409, ma fu osteggiata da buona parte dell'aristocrazia di corte. Entrambi rimasero vittime di un'imboscata tesa dai nobili del clan di Sukhothai e furono giustiziati poche settimane dopo che Worawongsa era salito al trono.

## Biografia

### Il regno di Chairacha
Durante il regno di Chairacha, Worawongsa era conosciuto con il nome Phan Sri But Thep ed era un bramino impiegato per le cerimonie religiose in uno degli edifici attigui al palazzo reale. In quel periodo si erano ampiamente diffuse ad Ayutthaya le armi da fuoco, introdotte in Siam dai portoghesi negli anni dieci del XVI secolo. Il sovrano aveva ingaggiato diversi mercenari portoghesi per addestrare l'esercito siamese all'uso di tali armi. Altri eventi importanti di quel tempo erano stati il primo scontro armato tra Ayutthaya ed i birmani del Regno di Toungoo, risoltosi con la vittoria dei siamesi, due infruttuose spedizioni militari nel Regno Lanna, che a sua volta stava attraversando un periodo di instabilità, e due conflitti con il Regno laotiano di Lan Xang, che posero fine alla secolare alleanza tra i due Stati.
Il primo confronto con i birmani segnò l'inizio di una lunga serie di guerre tra il Siam e la Birmania, che si sarebbero rivelate disastrose per entrambi i Paesi. Temendo che i birmani sconfinassero oltre il Saluen, Chairacha istituì posti di guardia lungo le frontiere. Fu durante il regno di Chairacha che re Tabinshwehti di Toungoo portò a termine l'unificazione del Paese e iniziò i preparativi per la prima vera invasione di Ayutthaya, che avrebbe avuto luogo nel 1548.
Secondo le varie fonti siamesi del tempo, spesso in contraddizione tra loro, Chairacha ebbe alcune concubine e consorti di rango minore, tra le quali Sri Sudachan, una principessa che secondo alcuni era discendente della dinastia di Uthong di Ramathibodi I, con la quale ebbe nel 1535 il principe Yot Fa e nel 1541 il principe Sri Sin. L'ambizione e la brama di potere di questa consorte si sarebbero rivelate fatali sia per Chairacha che per lo stesso Yot Fa.

### Reggente
Nei suoi ultimi mesi di vita, Chairacha ebbe diversi problemi di salute e morì nel 1546, poco dopo essere tornato ad Ayutthaya dalla seconda spedizione contro Lanna. Secondo l'autobiografia dell'avventuriero portoghese Fernão Mendes Pinto, che soggiornò per qualche tempo a corte, il sovrano fu avvelenato dalla concubina Sri Sudachan, anche se non vengono forniti particolari su come questa sia riuscita a sfuggire alla punizione. Al suo posto salì al trono l'undicenne figlio Yot Fa, che ebbe come reggenti la madre Sri Sudachan e lo zio Thianracha, fratellastro di Chairacha e viceré con la carica di Uparat. Dopo qualche tempo, vi furono attriti fra i due reggenti e Thianracha lasciò gli incarichi di Stato per entrare temporaneamente nel Wat Racha Praditsathan di Ayutthaya come monaco buddhista.
Secondo il diplomatico e storico olandese Jeremias Van Vliet, direttore nel XVII secolo dell'ufficio di Ayutthaya della Compagnia olandese delle Indie orientali, Sri Sudachan conobbe e si innamorò di Phan Sri But Thep dopo l'incoronazione di Yot Fa, mentre secondo Pinto si conoscevano già da prima. La reggente fece assegnare all'amante un alto incarico a palazzo, gli conferì il titolo Khun Jinarat e gli affidò l'organizzazione della guardia reale. Khun Jinarat scelse soldati di cui si fidava e li utilizzò per sopprimere i mandarini che si opponevano ai disegni di potere della coppia di amanti. Dopo aver eliminato i principali oppositori, Sri Sudachan impose che Khun Jinarat la affiancasse nell'incarico di reggente con il nuovo titolo di Khun Worawongsa.

### Ascesa al trono
Secondo alcune delle cronache di quel tempo, la coppia fece uccidere il giovane re Yot Fa nel 1548. Le cause precise della morte sono tuttora avvolte dal mistero. Secondo la versione Luang Prasoet delle Cronache di Ayutthaya, Yot Fa fu vittima di un incidente. Secondo altre cronache più recenti fu giustiziato al Wat Khok Phraya, tristemente famoso nella storia del regno come sito dove venivano giustiziati o puniti i membri della casa reale, come era successo al giovane re Thong Lan nel 1388. Van Vliet sostenne che fu avvelenato dalla madre, mentre secondo Pinto ad avvelenarlo fu Worawongsa.
Il trono fu affidato a Worawongsa, mentre al fratello di questi, Nai Chan, venne assegnata un'alta carica di governo. Il regno durò solo alcune settimane, un gruppo di nobili del clan di Sukhothai lealisti alla causa della Dinastia di Suphannaphum iniziò a tramare per assassinare la coppia. Assicuratisi che Thianracha fosse disponibile a diventare re, i cospiratori Khun Inthorathep, Mün Ratchasaneh e Luang Si Yot, guidati dal principe Khun Phiren Thorathep, consultarono l'oracolo cittadino e vennero a sapere che il regno di Thianracha sarebbe nato sotto i migliori auspici. Nel frattempo, il re di Cambogia Ang Chan approfittò dell'instabilità di Ayutthaya e invase la parte orientale del regno, occupando Prachinburi.
Per legittimare il proprio diritto al trono, l'usurpatore Worawongsa era alla ricerca di un elefante bianco, un animale ritenuto sacro nel sudest asiatico e simbolo di potere regale. I cospiratori fecero sapere al sovrano che ne era stato avvistato uno di dimensioni eccezionali a Lopburi, e questi si mise in viaggio con l'imbarcazione reale per catturarlo. L'imboscata ebbe luogo lungo il fiume nei pressi di Ayutthaya; considerato indegno di un trattamento regale, l'usurpatore non fu ucciso nel classico modo in cui venivano giustiziati i membri della casa reale, che venivano legati in un sacco e percossi con legno di sandalo, ma venne decapitato assieme a Sri Sudachan e alla bimba che questa aveva da poco partorito. Quello stesso giorno fu ucciso Nai Chan, il fratello di Worawongsa.

## Successione
Fu quindi acclamato sovrano Thianracha con il nome regale Maha Chakkraphat, che si prese in carico la tutela del nipote Sri Sin e ricompensò con generosità i nobili che lo avevano posto sul trono. In particolare, diede in sposa la propria figlia a Khun Phiren Thorathep, che fu nominato governatore di Phitsanulok con il titolo regale Maha Thammaracha. Khun Inthorathep fu nominato governatore dell'odierna Nakhon Si Thammarat, mentre a Mün Ratchasaneh e a Luang Si Yot furono affidati i governatorati di due province minori. Quando Ang Chan di Cambogia venne a sapere dell'acclamazione a re di Maha Chakkraphat, fece rientrare in patria le truppe d'invasione.
La crisi di Ayutthaya spinse quello stesso anno re Tabinshwehti di Toungoo ad invadere il territorio siamese e a cingere d'assedio la capitale. Fu questa la prima guerra siamese-birmana, che si concluse con la ritirata delle truppe birmane ed il collasso psicofisico del loro sovrano. Ne sarebbe seguito un periodo di crisi da cui il Regno di Toungoo uscì grazie a Bayinnaung, generale, cognato e successore di Tabinshwehti, che riunificò il Paese e fondò il più grande impero nella storia dell'Indocina. L'assoggettamento siamese a Bayinnaung sarebbe avvenuto nel 1564, quando Maha Chakkraphat consegnò la capitale ai birmani nel corso della seconda guerra siamese-birmana.

## Crisi dinastica
Dopo la morte di Borommaracha IV, avvenuta nel 1533, si era aperto un periodo di crisi per Ayutthaya ed in particolare per la Dinastia di Suphannaphum. Durante tale periodo, erano stati assassinati tutti i quattro sovrani che gli erano succeduti, l'ultimo dei quali fu Worawongsa. Maha Chakkraphat sarebbe stato il penultimo sovrano della dinastia ed avrebbe lasciato per due volte il trono al figlio Mahinthra. Ayutthaya fu invasa dall'esercito birmano del Regno di Toungoo e ne divenne uno stato vassallo nel 1564. La ribellione del 1568 fu soffocata dai birmani, che l'anno seguente avrebbero espugnato Ayutthaya, deportato l'intera famiglia reale ed issato sul trono siamese Maha Thammaracha, il capostipite della Dinastia di Sukhothai.

## Nei media
Le vicende legate a Worawongsa e Sri Sudachan sono state raccontate anche nel film thailandese del 2001 สุริโยทัย (Suriyothai), uscito in DVD in Italia con il titolo Suriyothai - Il sole e la luna. La pellicola è stata promossa dalla regina consorte Sirikit e diretta da Chatrichalerm Yukol, un membro della casa reale thailandese, e narra le eroiche gesta della regina Sri Suriyothai, consorte regale di Maha Chakkraphat. In questa versione romanzata della storia di quel tempo, i due amanti vengono rivalutati come membri della Dinastia di Uthong, e i loro intrighi sono rappresentati come uno sforzo per ridare dignità regale alla decaduta dinastia siamese.